# 弗拉基米尔·阿列克谢耶维奇·索洛维约夫
弗拉基米尔·阿列克谢耶维奇·索洛维约夫（俄语：Владимир Алексеевич Соловьёв，1946年11月11日—），前苏联及俄罗斯航天工程师、宇航员，曾执行过两次太空任务，两次获颁“苏联英雄”荣誉称号。2021年起任科罗廖夫能源火箭航天集团总设计师。2022年当选俄罗斯科学院院士。
1986年，他和基济姆完成了人类历史上首次载人空间站之间的飞行活动（和平号空间站和礼炮7号空间站）。

## 生平
1946年11月11日生于莫斯科。1970年毕业于鲍曼莫斯科高等技术学院动力工程系，其后一直在实验机器制造中央设计局（1974年改称能源科研生产联合公司，1994年改称科罗廖夫能源火箭航天集团）工作。1978年12月入选苏联宇航员队伍。1980年至1981年，在加加林宇航员培训中心接受飞行训练。

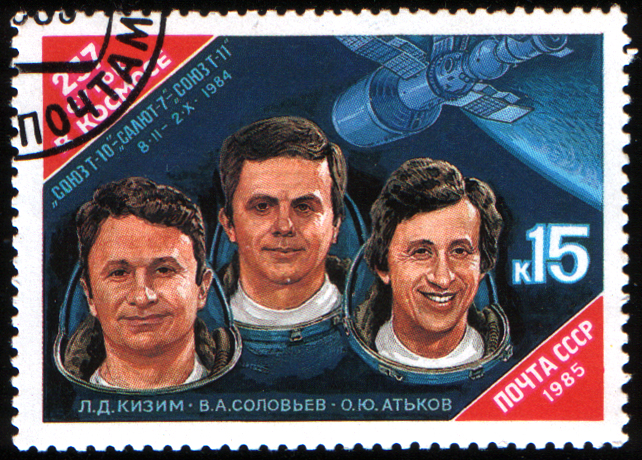
弗拉基米尔·阿列克谢耶维奇·索洛维约夫登月纪念邮票

1984年2月8日，他作为飞行工程师，和基济姆以及阿季科夫搭乘联盟T-10号前往礼炮7号空间站执行第三次远征任务，期间，他与基济姆一起执行了6次舱外任务。1984年10月2日和基济姆以及拉科什·沙尔马乘坐联盟T-11号飞船返回地球。
1986年2月，和平号空间站成功发射进入太空，以接替礼炮7号空间站。1986年3月13日，他再次作为飞行工程师，和指令长基济姆搭乘联盟T-15，执行和平号空间站第一次远征任务。他们首先完成了联盟T-15号飞船与和平号空间站的对接，然后用了近两个月时间完成了新空间站的整备等工作。5月，他们再次乘坐联盟T15号飞船，进行了一次“太空搬家”：将礼炮7号上的原实验器材等设备通过联盟T-15号转移至新的和平号空间站上。在礼炮7号空间站工作期间，他们进行了2次舱外任务，在舱外组装起长13米的桁架，并进行了太空焊接试验。6月26日，两人成功返回和平号空间站。7月16日，两人乘坐联盟T-15号飞船成功返回地球。
1988年4月至1990年，以及1994年2月至2001年3月，任和平号空间站的飞行事务主管。2007年8月，任科罗廖夫能源火箭航天集团第一副总设计师。2021年5月接替去年因感染COVID-19去世的叶夫根尼·米克林，任科罗廖夫能源火箭航天集团总设计师。2021年11月，被俄罗斯军工委员会任命为俄罗斯载人航天系统和综合设施总设计师。

## 学术职务
1988年开始在鲍曼莫斯科高等技术学院任教。1995年获得科学技术博士学位。1997年获得教授职称。2007年任鲍曼莫斯科国立技术大学航天器动力学和飞行控制系主任。2017年任莫斯科国立大学航天研究系顾问。
2011年，当选俄罗斯科学院通讯院士。2022年6月，当选俄罗斯科学院院士。

## 统计
| # | 发射载具 | 发射时间（UTC） | 对接空间站           | 着陆载具 | 着陆时间（UTC） | 时长总计              | 舱外活动次数 | 舱外活动时长 |
| - | -------- | --------------- | -------------------- | -------- | --------------- | --------------------- | ------------ | ------------ |
| 1 | 联盟T-10 | 1984年2月8日    | 礼炮7号空间站        | 联盟T-11 | 1984年10月2日   | 236天22小时49分钟     | 6            | 22小时51分钟 |
| 2 | 联盟T-15 | 1986年3月13日   | 和平号-礼炮7号空间站 | 联盟T-15 | 1986年7月16日   | 125天00小时00分钟56秒 | 2            | 8小时30分钟  |
|   |          |                 |                      |          |                 | 361天22小时49分钟     | 8            | 31小时21分钟 |

太空行走统计
| #      | 日期（UTC）   | 同伴            | 持续时长                       |
| ------ | ------------- | --------------- | ------------------------------ |
| 1      | 1984年4月23日 | 列昂尼德·基济姆 | 4小时20分钟                    |
| 2      | 1984年4月26日 | 列昂尼德·基济姆 | 4小时56分钟                    |
| 3      | 1984年4月29日 | 列昂尼德·基济姆 | 2小时45分钟                    |
| 4      | 1984年5月4日  | 列昂尼德·基济姆 | 2小时45分钟                    |
| 5      | 1984年5月19日 | 列昂尼德·基济姆 | 3小时05分钟                    |
| 6      | 1984年8月8日  | 列昂尼德·基济姆 | 5小时00分钟                    |
| 7      | 1986年5月28日 | 列昂尼德·基济姆 | 3小时50分钟                    |
| 8      | 1986年5月31日 | 列昂尼德·基济姆 | 4小时40分钟（一说5小时00分钟） |
| 总时长 | 总时长        | 总时长          | 31小时21分钟                   |

## 荣誉

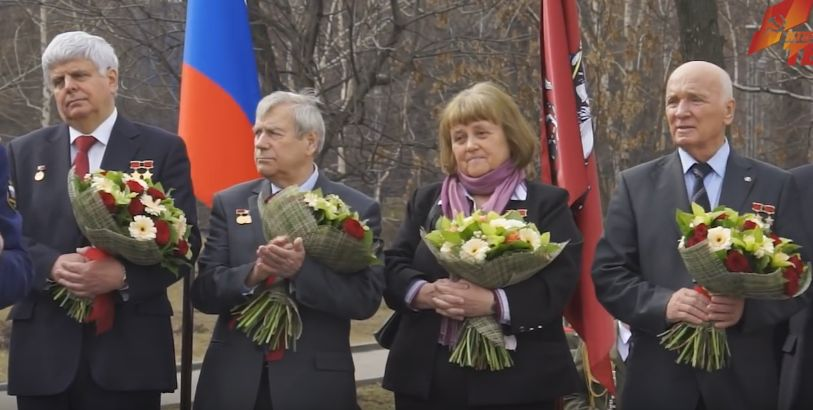
从左至右：索洛维约夫、亚历山德罗夫、萨维茨卡娅、列别杰夫（2016年4月，莫斯科）

- 苏联英雄（1984年10月2日、1986年7月16日）
- 列宁勋章（1984年10月2日、1986年7月16日）
- 四级祖国功勋勋章（2012年6月25日）
- 荣誉勋章（1996年8月26日）
- 友谊勋章（2004年4月10日）
- 太空探索優異獎章（2011年4月12日）[9]
- 俄罗斯联邦国家奖（1999年）
- 拜科努尔荣誉市民（1984年）[10]
- 二级友谊勋章（哈萨克斯坦，2001年）
- 法国荣誉军团骑士勋章（法国，1982年）